# Salvatore Esposito
Salvatore Esposito (Torre Annunziata, 3 gennaio 1948) è un allenatore di calcio ed ex calciatore italiano, di ruolo centrocampista.

## Carriera

### Club
Esposito iniziò la sua carriera alla Fiorentina nel 1966 e con la squadra toscana vinse lo scudetto della stagione 1968-1969, perse la finale di Coppa Mitropa e di Coppa delle Alpi.
Nel 1972 passò al Napoli e divenne una colonna della formazione di Juliano, con cui vinse poi la Coppa Italia nella stagione 1975-1976. Nella squadra partenopea fece coppia a centrocampo con Andrea Orlandini suo compagno anche ai tempi della Fiorentina. Proprio durante la sua permanenza a Napoli Esposito venne convocato in Nazionale per l'unica volta nella sua carriera.
Nel 1977 passò al Verona, in cui rimase per due anni per poi militare al Fano, al Siena e terminare la carriera all'Empoli in Serie B.
In carriera ha totalizzato complessivamente 271 presenze e 8 reti in Serie A e 29 presenze e 2 reti in Serie B.

## Statistiche

### Cronologia presenze e reti in nazionale
| Cronologia completa delle presenze e delle reti in nazionale ― Italia | Cronologia completa delle presenze e delle reti in nazionale ― Italia | Cronologia completa delle presenze e delle reti in nazionale ― Italia | Cronologia completa delle presenze e delle reti in nazionale ― Italia | Cronologia completa delle presenze e delle reti in nazionale ― Italia | Cronologia completa delle presenze e delle reti in nazionale ― Italia | Cronologia completa delle presenze e delle reti in nazionale ― Italia | Cronologia completa delle presenze e delle reti in nazionale ― Italia |
| Data                                                                  | Città                                                                 | In casa                                                               | Risultato                                                             | Ospiti                                                                | Competizione                                                          | Reti                                                                  | Note                                                                  |
| --------------------------------------------------------------------- | --------------------------------------------------------------------- | --------------------------------------------------------------------- | --------------------------------------------------------------------- | --------------------------------------------------------------------- | --------------------------------------------------------------------- | --------------------------------------------------------------------- | --------------------------------------------------------------------- |
| 8-6-1975                                                              | Mosca                                                                 | Unione Sovietica                                                      | 1 – 0                                                                 | Italia                                                                | Amichevole                                                            | -                                                                     | 36’                                                                   |
| Totale                                                                |                                                                       | Presenze                                                              | 1                                                                     |                                                                       | Reti                                                                  | 0                                                                     |                                                                       |

## Palmarès

### Giocatore

#### Club

##### Competizioni nazionali
- Campionato italiano: 1

Fiorentina: 1968-1969
- Coppa Italia: 1

Napoli: 1975-1976
- Campionato italiano Serie C2: 1

Siena: 1981-1982 (girone C)
- Campionato italiano Serie C1: 1

Empoli: 1982-1983 (girone B)

##### Competizioni internazionali
- Coppa di Lega Italo-Inglese: 1

Napoli: 1976

#### Nazionale
- Giochi del Mediterraneo: 1

Tunisi 1967

### Allenatore

#### Competizioni nazionali
- Campionato italiano Serie C2: 1

Fano: 1989-1990 (girone C)